# BC Lions
Los BC Lions (en español: Leones de Columbia Británica) es un equipo profesional de fútbol canadiense que compite en la División Oeste de la Canadian Football League (CFL). 

## Historia
Los Lions jugaron su primera temporada en 1954 y han jugado todas las temporadas desde entonces. Como tal, son la franquicia deportiva profesional más antigua de la ciudad de Vancouver y de la provincia de Columbia Británica. Han aparecido en el juego de campeonato de la Copa Grey en 10 oportunidades, ganando seis de esos juegos, y su campeonato más reciente ocurrió fue en 2011.
Los Lions fueron el primer equipo del oeste de Canadá que ganó la Copa Grey en casa, después de haberlo hecho en 1994 y 2011, antes de que Saskatchewan Roughriders ganara en 2013. Con la victoria de Winnipeg Blue Bombers en la Grey Cup en 2019 después de una espera de 29 años, los Lions tienen actualmente la sequía más larga sin ganar la Grey Cup de los equipos de la División Oeste, ganando por última vez en 2011.
los Leones juegan sus partidos como local en el Estadio BC Place, después de haber jugado en el Empire Stadium en East Vancouver desde 1954 hasta 1982. Debido a la instalación de un techo retráctil en el BC Place, los Leones jugaron en un estadio temporal el Empire Field durante la temporada de 2010 y gran parte de la temporada regular en 2011. Los Leones enfrentaron a los Edmonton Eskimos el 30 de septiembre de 2011 para su regreso al recién renovado BC Place.

## Palmarés
Campeonatos de la Grey Cup: 6 — 1964, 1985, 1994, 2000, 2006, 2011
Campeones de la División Occidental: 10 — 1963, 1964, 1983, 1985, 1988, 1994, 2000, 2004, 2006, 2011

## Estadios utilizados
- Empire Stadium (1954–1982)
- Empire Field (2010–2011)
- BC Place Stadium (1983–2009, desde 2011)

## Victorias en la Grey Cup
| No | Año  | Equipo ganador | Resultado | Equipo perdedor         | Estadio            | Ciudad    | Asistencia |
| -- | ---- | -------------- | --------- | ----------------------- | ------------------ | --------- | ---------- |
| 1. | 1964 | BC Lions       | 34–24     | Hamilton Tiger-Cats     | CNE Stadium        | Toronto   | 32,655     |
| 2. | 1985 | BC Lions       | 37–24     | Hamilton Tiger-Cats     | Olympic Stadium    | Montreal  | 56,723     |
| 3. | 1994 | BC Lions       | 26–23     | Baltimore Football Club | BC Place           | Vancouver | 55,097     |
| 4. | 2000 | BC Lions       | 28–26     | Montreal Alouettes      | McMahon Stadium    | Calgary   | 43,822     |
| 5. | 2006 | BC Lions       | 25–14     | Montreal Alouettes      | Canad Inns Stadium | Winnipeg  | 44,786     |
| 6. | 2011 | BC Lions       | 34–23     | Winnipeg Blue Bombers   | BC Place           | Vancouver | 54,313     |